# Teal Redmann
Teal Redmann (Minnesota, 30 settembre 1982) è un'attrice statunitense.
Il ruolo per il quale è più nota è quello di Louise Grant, personaggio ricorrente nel telefilm Una mamma per amica. Oltre a ottenere piccoli ruoli in diversi film, ha partecipato a CSI: Scena del crimine nei panni di Ellie, la figlia di Jim Brass, sostituendo Nicki Aycox, ed è apparsa  nelle serie tv CSI: Miami e Boston Public. Nel 2002 è apparsa nel film Due gemelle e un pallone.

## Filmografia parziale

### Televisione
- Due gemelle e un pallone (Double Teamed), regia di Duwayne Dunham – film TV (2002)

## Doppiatrici italiane
Nelle versioni in italiano delle opere in cui ha recitato, Teal Redmann è stato doppiato da:
- Anna Lana in Due gemelle e un pallone
- Sara Ferranti in Una mamma per amica (s. 1-3)
- Gemma Donati in Una mamma per amica (s. 4)
- Eleonora De Angelis in CSI - Scena del crimine
- Flavia Altomonte in The Harbinger